# Thrill Seekers
Thrill Seekers és una pel·lícula per a televisió de Mario Azzopardi, estrenada als EUA l'any 1999. Tom és un reporter que rep l'encàrrec de la directora d'un diari d'escriure un article sobre els grans desastres ocorreguts en aquest segle. Mentre investiga les fotografies de les catàstrofes, descobreix que hi ha una persona que apareix en totes elles malgrat el temps transcorregut entre els casos que investiga.